# Djurrödsbäckens dalgång
Djurrödsbäckens dalgång är ett naturreservat i Tomelilla kommun i Skåne län.
Området är naturskyddat sedan 2013 och är 121 hektar stort. Reservatet består av marker kring Djurrödsbäcken som varit slåtter- och betesmark och nu delvis täcks av ädellövskog.